# Lista portów lotniczych na Słowacji
To jest lista portów lotniczych na Słowacji.

## Lista
Nazwy lotnisk pogrubione wskazują na regularne połączenia komercyjnych linii lotniczych.
| Miasto            | Region           | ICAO | IATA |                                           |  |
| Lotniska cywilne  |                  |      |      |                                           |  |
| Bratysława        | bratysławski     | LZIB | BTS  | Port lotniczy Bratysława                  |  |
| Koszyce           | Koszyce          | LZKZ | KSC  | Port lotniczy Koszyce (Cywilne/Wojskowe)  |  |
| Lučenec           | bańskobystrzycki | LZLU | LUE  | Port lotniczy Łuczeniec-Bol'kovce         |  |
| Martin            | żyliński         | LZMA |      | Port lotniczy Martin                      |  |
| Nitra             | nitrzański       | LZNI |      | Port lotniczy Nitra                       |  |
| Pieszczany        | trnawski         | LZPP | PZY  | Port lotniczy Pieszczany                  |  |
| Poprad            | preszowski       | LZTT | TAT  | Port lotniczy Poprad-Tatry                |  |
| Prievidza         | trenczyński      | LZPE |      | Port lotniczy Prievidza                   |  |
| Senica            | trnawski         | LZSE |      | Port lotniczy Senica                      |  |
| Sliač             | bańskobystrzycki | LZSL | SLD  | Port lotniczy Sliač (Cywilne/Wojskowe)    |  |
| Trenczyn          | trenczyński      | LZTN |      | Port lotniczy Trenczyn (Cywilne/Wojskowe) |  |
| Żylina            | żyliński         | LZZI | ILZ  | Port lotniczy Żylina                      |  |
| Lotniska wojskowe |                  |      |      |                                           |  |
| Malacky / Kuchyňa | bratysławski     | LZMC |      | Port lotniczy Kuchyňa                     |  |
| Preszów           | preszowski       | LZPW | POV  | Port lotniczy Preszów                     |  |
| Dawne lotniska    |                  |      |      |                                           |  |
| Vajnory           | bratysławski     | LZVB |      | Port lotniczy Vajnory                     |  |